# Confederació d'Idoani
La Confederació d'Idoani fou un estat tradicional basat en la ciutat d'Idoani a l'Àrea de Govern Local d'Ose a l'estat d'Ondo, a Nigèria. Els orígens de l'estat daten com a mínim del segle xv, quan el Oba Ozolua "el Conqueridor" (vers 1481–1504) va nomenar l'Alani d'Idoani, el qual va establir com un estat vassall de l'Imperi de Benín.

## Primers anys
La present confederació, que data de 1880, inclou sis comunitats iorubes orientals: Ido, Amusigbo, Isure, Iyayu, Isewa i Ako.
Algunes d'aquestes van tenir dos governants concurrents antigament.
Les comunitats que van formar la confederació havien patit molt durant les guerres del segle xix, amb bon nombre de persones emigrant a altres àrees.
Durant la lluita amb les forces combinades d'Ijesha i Ekiti el 1879 es van veure forçats a demanar ajuda d'Ibadan, i van formar la confederació al següent any.
Missioners britànics van introduir el cristianisme a la segona meitat del segle xix, juntament amb mètodes nous d'agricultura i Idoani va esdevenir part de la colònia de Lagos (protectorat de Lagos), i més tard del protectorat de Nigèria.
Les comunitats van ser fusionades el 1921. El primer governant confederat tradicional va ser nomenat després de la mort d'Alani Adesunloye Atewogboye el 3 de gener de 1921.
Falade I va governar com Alani de 1921 a 1958, i va ser succeït a la seva mort per Akingboye Falade II.

## Successió disputada
A primers dels anys 1970, Akingboye Falade II va morir i un regent provisional va ser instal·lat per les autoritats tradicionals, qui van acabar governant 14 anys a causa d'una disputa entre els caps i el govern sobre el procés de successió.
El govern militar llavors va instal·lar un Alani de la seva elecció al palau del governant tradicional, el qual va ser acceptat per alguns però no tot els caps.
Quan el civil Bamidele Olumilua va esdevenir governador (1992–1993) va imposar la llei tradicional, i Oba Aderemi Atewogboye va ser elegit.
Tanmateix, l'usurpador es va quedar al palau, i la ciutat va ser dividida entre el dos.
Després del retorn al govern militar, l'Administrador de l'estat d'Ondo d'agost de 1996 fins a l'agost de 1998, Anthony Onyearugbulem, va presentar al seu equip el pretendent a Alani d'Idoani, una persona que alguns consideraven que no tenia sang reial.

## Temps recents
Amb el retorn al govern civil el 1999, Aderemi Atewogboye va ser reconegut com el governant. Va continuar actuant regularment i intervenint en disputes familiars o casos de violència contra dones. L'abril de 2009 va dirigir una delegació de diverses persones de la comunitat dels Ose per protestar contra retards en la ratificació de l'àrea comunitària designada pel comissionat del govern de l'estat. El 2009 Atewogboye fou cridat al govern per millorar les carreteres, que havien patit anys de negligència i eren impracticables alguns períodes de l'any.

## Governants (alani)
- .... - .... Ani (primer alani)
- .... - .... Eware
- .... - .... Kosese
- .... - .... Kogbowo
- .... - .... Atariponasako
- .... - .... Mimi-Lanjobi
- .... - .... Ani-Onisu
- .... - .... Ajibuwa
- .... - .... Ajirotutu
- .... - .... Agunloko
- .... - .... Ajimokunola
- .... - .... Okinbaloye
- .... - .... Obasunloye
- .... - .... Akingbuda
- .... - .... Atorrungbuwa
- vers 1850? - 1899 Atumwase
- vers 1900 - 1921 Adesunloye Atewogboye I
- 1921 - 1958 Falade I
- 1958 - 1972 Akingboye Falade II
- 1973 - 1993 Regència
- 1993 - 2010 Aderemi Atewogboye II (reconegut per Nigèria des de 1999)
- 2014 - Olufemi Olutoye